# Cerapachys hewitti
Cerapachys hewitti är en myrart som först beskrevs av Wheeler 1919.  Cerapachys hewitti ingår i släktet Cerapachys och familjen myror. Inga underarter finns listade i Catalogue of Life.